# Rock Affligem

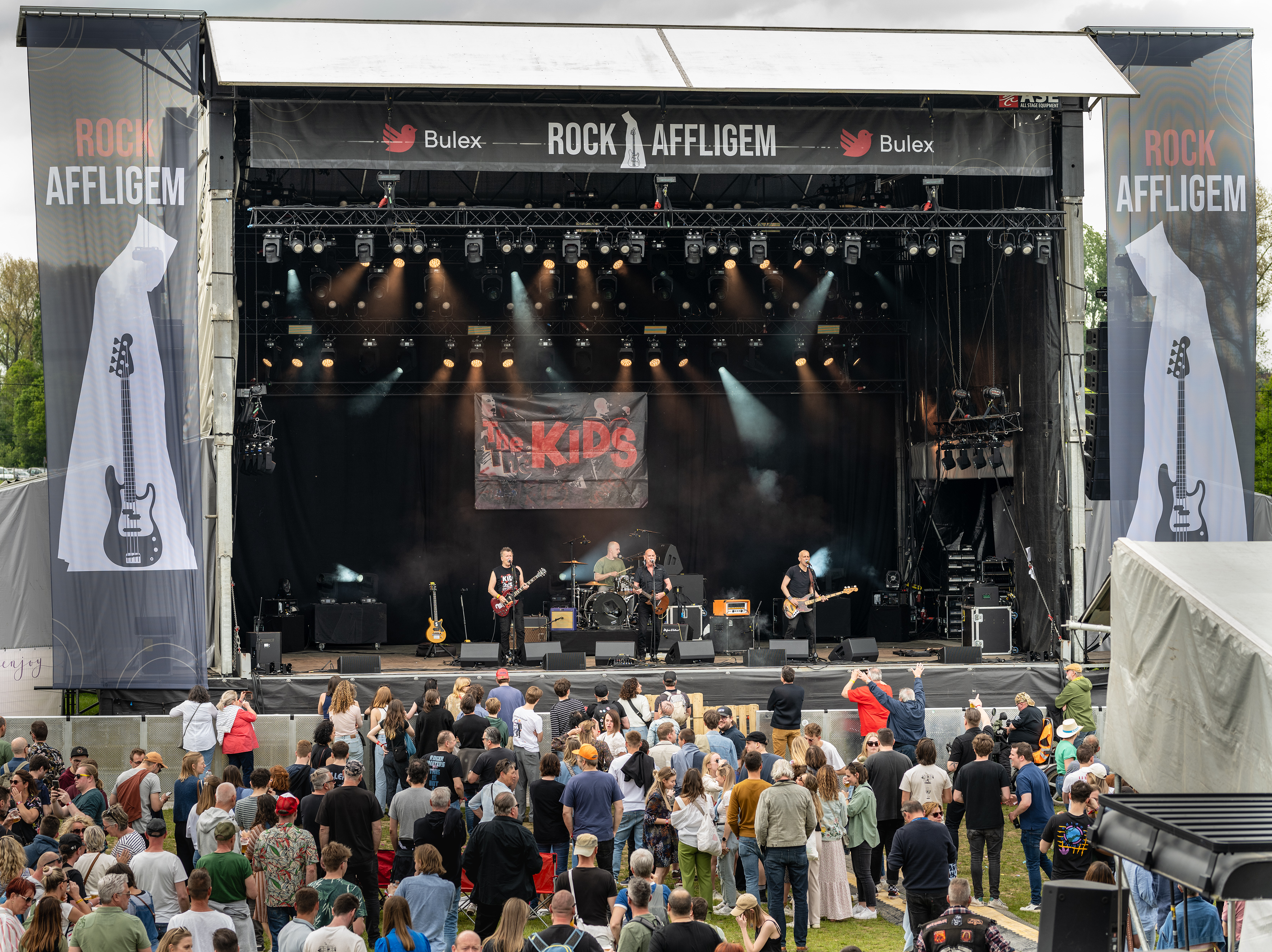
The Kids op Rock Affligem 2023

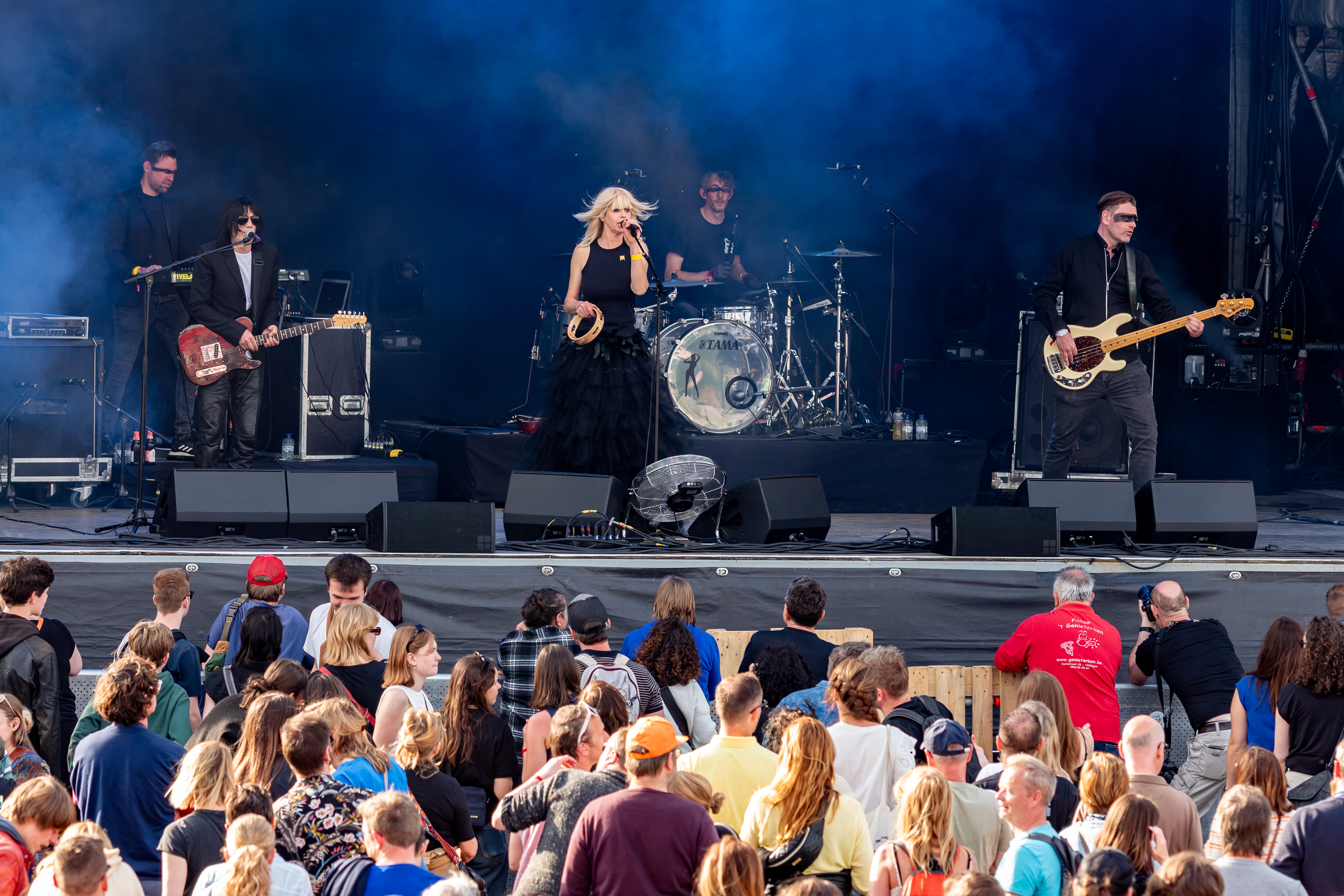
Vive la Fête op Rock Affligem 2023

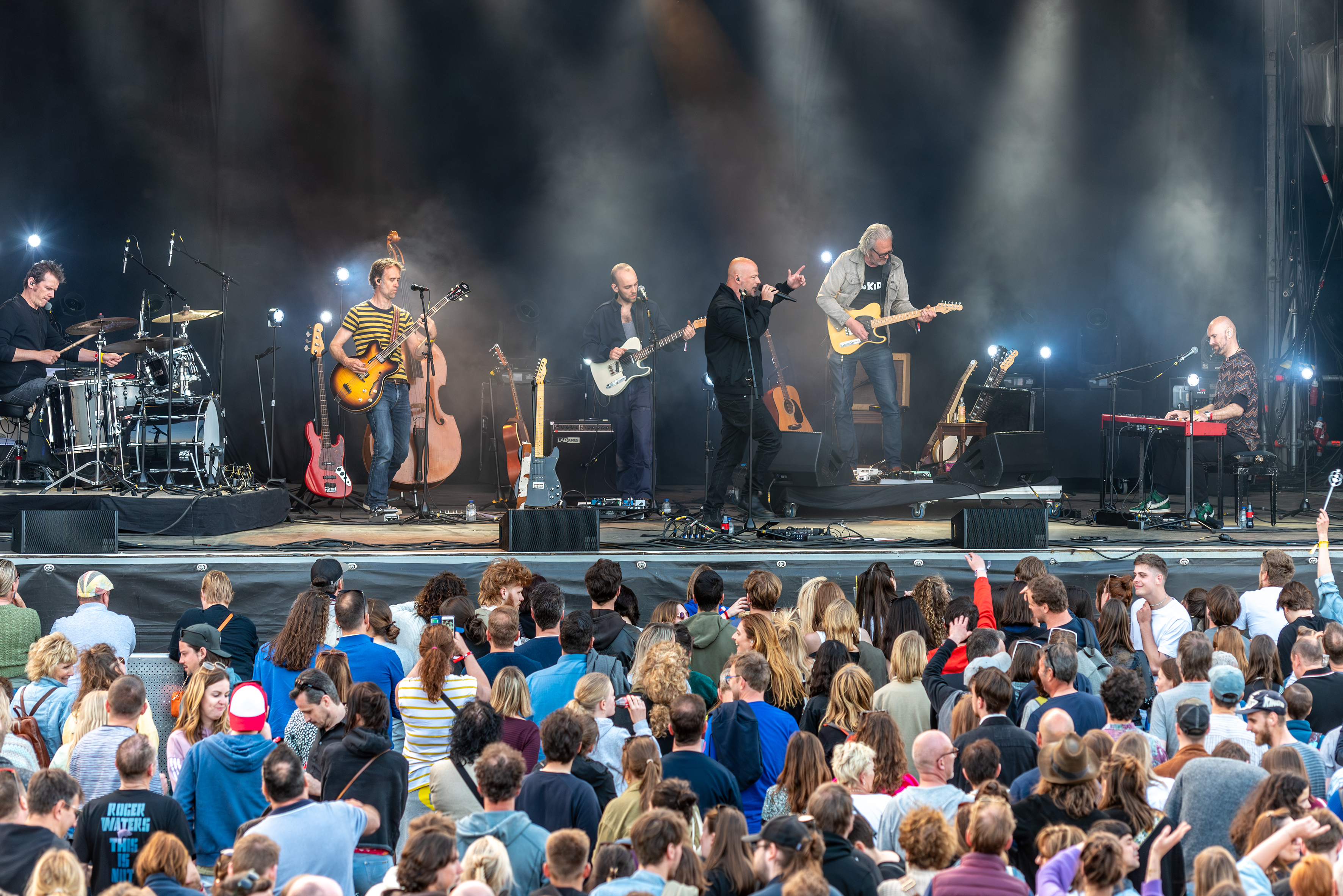
Flip Kowlier op Rock Affligem in 2023

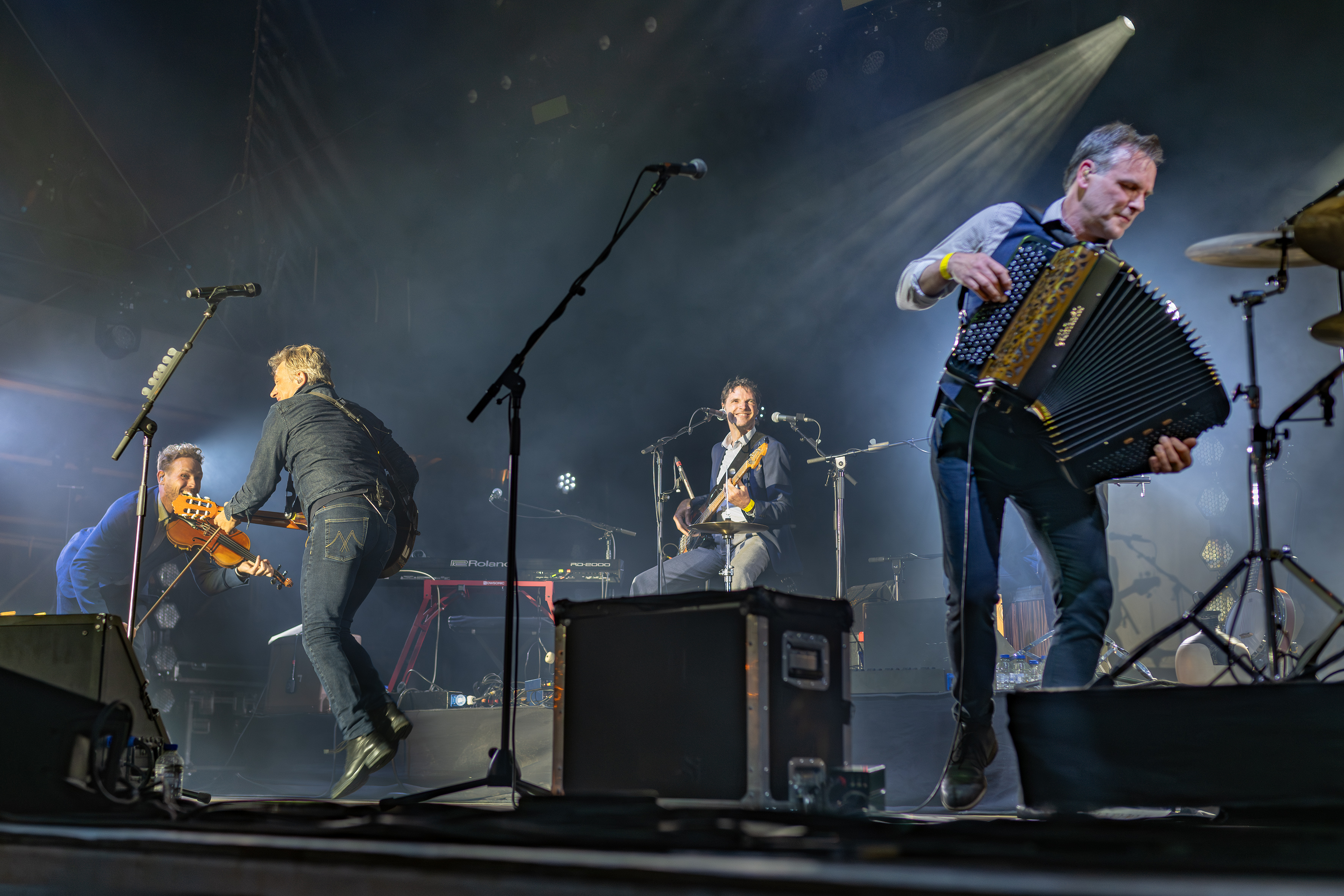
Bart Peeters op Rock Affligem 2023

Rock Affligem ontstond in 1988 en is een openluchtrockmuziekfestival in België. Het festival kende in 2009 echter zijn laatste editie. In 2021 zorgden Christof Desmet en Mattias Moyersoon er voor dat Rock Affligem opnieuw een gevestigde waarde werd in het festival landschap. De edities van 2022 en 2023 waren een groot succes en gaven voldoende basis om verder te gaan met Metal, Dance/retro en Rock/Family Music. De dance/retro wordt gebracht in samenwerking met Age Of Love.
Het wordt jaarlijks gehouden tijdens het Hemelvaart weekend op de terreinen van het Bellekoutercomplex te Affligem. De opbrengsten komen ten goede aan projecten voor lokale/goede doel. Rock Affligem staat gekend om de kwaliteit en de VIP experience (comfort area in 2024). 
Gemiddeld aantal bezoekers: 
Vrijdag 2000 bezoekers 
Zaterdag 4500 bezoekers
Line-up 2025: 
Channel Zero, Evil Invaders, Maria Iskariot, Hippotraktor, Doodseskader, Bulls On Parade, Lector, Zornik, Novastar, Daan, Equal Idiots, Priceduifkes, Alice Mae, Boskat, Wijf, Bram & Lennert XL

## Bestuur
Voorzitter: Christof Desmet 
Onder-voorzitter: Mattias Moyersoon 
Secretaris: Geoffrey Desmet 
Penningmeester: Marijn Moyersoon 
Bestuurslid: Tom Van Droogenbroeck 
Bestuurslid: Dirk Pessemier 

## Deelnemerslijst voorgaande edities

### 2001
Tim's Favourite, P 40, Gangreen, Soul 4 you, High Voltage, Belle Pérez, Mozaïk, De Kast, Patsy & The Magical Flying Thunderbirds, The Kids, De Mens, Special Act: Eddy Wally, De Kreuners, Killer Queen - Tribute to Freddie Mercury,  Arno, X-Session, Ian Van Dahl, The Poco Loco Gang, Da Rick & Da Boy Tommy,  Dj Peter Luts, Danger Hardcore Team

### 2002
Fanfare St. Cecilia, Wax Flower, Fezz, Antoon, Two For One, W.R. 3, Sara & The Sunshine Band, Vanda Vanda, Dill Brothers, Eden, High Voltage, Vader Abraham, Hugh Cornwell & The Stranglers, Twarres, Clouseau, Umberto Tozzi, Les Truttes

### 2003
Waxflower, Peter Pan Speedrock,  Camden does police, De Heideroosjes, High Voltage, Ground Zero, Erato, Herst, After Sunday, Sara & The Sunshine Band, Jonesy, Hof van Commerce, Bateria Volle Petaj, Gene Thomas, Special Act: Samantha, De Kreuners, Belle Pérez, Bomfunk MC's, Sister Sledge, Les Truttes, The Incredible Time Machine, The Travelling Woodstock Show

### 2004
.Calibre, Belgian Asociality, Dearly Deported, Peter Evrard,  Gorki, Kids on Stage, De Kreuners, Lou & The Hollywood Bananas,  Natalia, Simon MC & Ken Beatbox, Stampen & Dagen, Suzy Quatro, Venus in Flames, X!nk, Anawa, The Bollock Brothers, Dave Edmunds, Funeral Dress, Herfst, Kira, Remi Minnebo,  Monza, The Old Bastards, SonaR, Substrate, Les Truttes, Wazzda, Kim Lian

### 2005
Admiral Freebee, Clouseau, Counterfeit Stones, Ray Davies, Garçons Débilles, Raymond van het Groenewoud, Katastroof, Kim Lian, Natalia, Roland, Wim Soutaer, Stijn, Les Truttes, Blind Effect, Cookies & Cream, Daan, De Nieuwe Snaar, Raymond van het Groenewoud, Jamie Clarke's Perfect, The Levellers, De Mens, Paralysed, Sans Gêne, Stash, Toner, Yanah

### 2006
Boogie Boy, Fiddler's Green, De Kreuners, The Magical Flying Thunderbirds, Gary Numan, Red Zebra, Tim's Favourite, Anne Clark, De Heideroosjes, Larsson, Natalia, Praga Khan, The Seatsniffers, Les Truttes

### 2007
Foxylane,  Buscemi, Shameboy, 4T4 Soundsystem, Magnus, Artikon, The Glinch, Winnaar Avilo Rock Rally (nog onbekend), Six Million Whores, Experienced!?, The Beefcurtains, Tom Helsen, Nailpin, Mario, Queen of the circus, An Pierlé & White Velvet, Absynthe Minded,  Daan, Les Truttes, Vive la Fête

### 2008
A Dolphin, Hazard Pay, MasterPeace, Red Baron, Black Box Revelation, Headphone, Janez Detd, Mintzkov, Delavega, Lou & The Hollywood Bananas, Levellers, Zornik, Les Truttes, De Grote Peter Van de Veire Love Show feat. Gerrit Kerremans
...
...

### 2022
Meneer & Madam, Stikstof, Hakimm & J. Roots, Flavour Drop, Faisal, Glints, Jan Vervloet,  The Mackenzie, Red D, Mr Sam, Marko de la Rocca, PhiPhi, VVYYNN, Cloudy-oh, Rhea, Dirk,  De Mens, School is Cool, De Kreuners, Compact Disk Dummies, Les Truttes

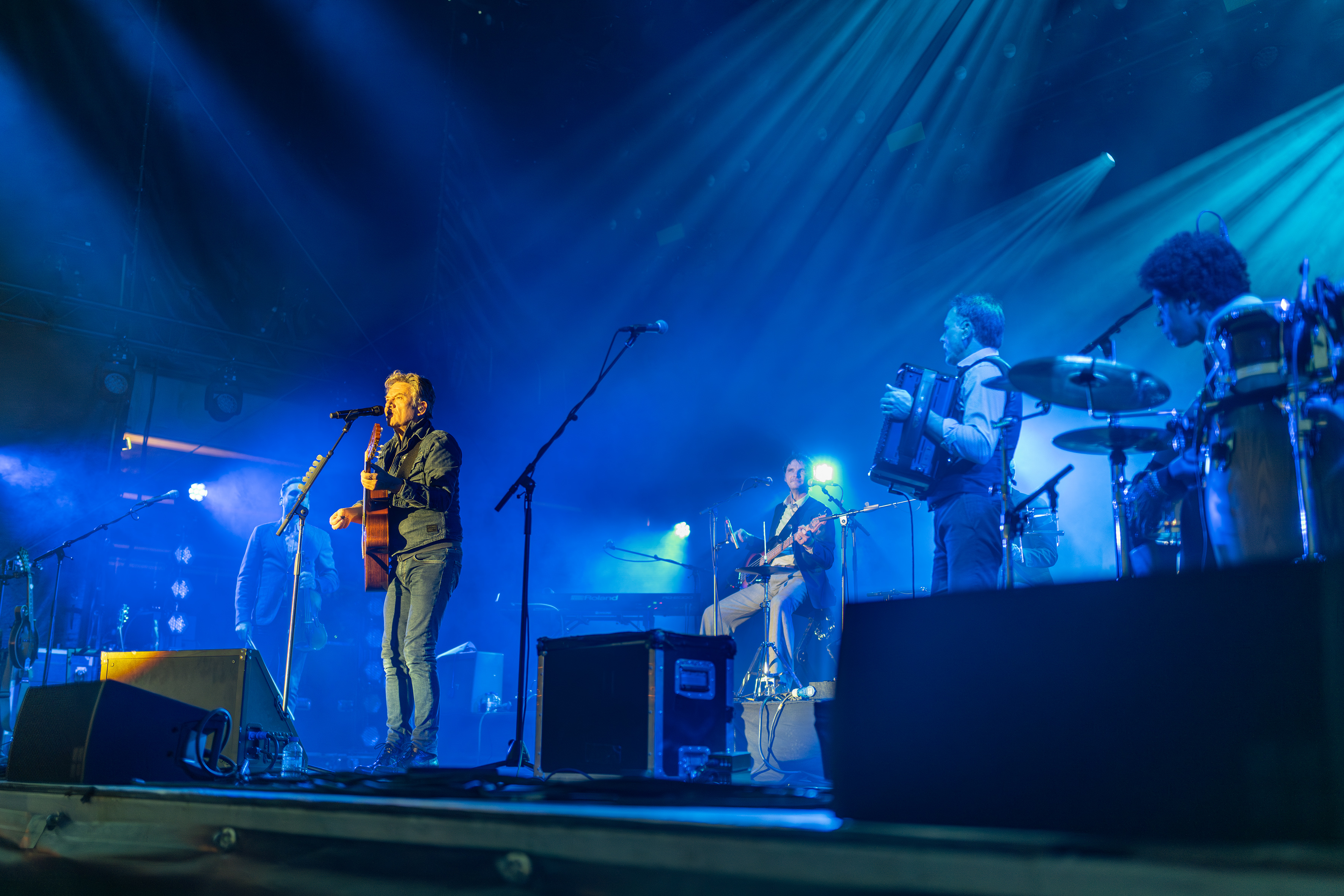
Bart Peeters op Rock Affligem 2023

### 2023
Vive la Fête, Regi, Flip Kowlier, Jaydee, Fleddy Melculy,  Red D, Bart Peeters, Channel Zero, Mantah, Da Hool, Oproer, Zolex,  The Kids, Wild Heart, Tim's Favourite,  Jerk Beefy, Devonport, Mauro, Olivier Pieters, Phi Phi,  Mr Sam, Broken Age

### 2024
Clouseau, Noordkaap, Les Truttes, Sustain, Less Autre, Kids With Buns, Oproer, Bizkit Park, Psychonaut, Ronker, DJ Turbeau (Franky Dsvd), Black Mirrors, Belgian Asociality, Yves Deruyter, The Mackenzie, Vince Nova, Dimitri Cooman vs. Red D, Tom Leclercq, Phi Phi, Mauro, Broken Age, Thrills, DJ RV, DJ La Gringo, DJ Ones, Beats By Bowie, DJ Tisix, DJ Vossn, DJ Rumour, Adix, DJ Cabas